# Albert e Allen Hughes
Albert Hughes e Allen Hughes (nascidos em 1 de abril de 1972), gêmeos conhecidos como Irmãos Hughes (Hughes Brothers), são cineastas, produtores e escritores de cinema estadunidenses.

## Filmografia
- Perigo para a Sociedade (1993)
- Dead Presidents (1995)
- American Pimp (1999)
- Do Inferno (2001)
- Knights of the South Bronx (2005)
- O Livro de Eli (2010)
- Broken City (2013)
- Jack, O Estripador Noname (1988)